# André Buengo
André « Titi » Buengo, né le 11 février 1980, est un footballeur international angolais. Il occupe le poste d'avant-centre et a participé à la qualification de l'équipe d'Angola pour la Coupe du monde 2006.

## Biographie
Né à Luanda, capitale de l'Angola, Buengo arrive en France à l'âge de 8 ans. Il fait ses premières armes à Olympique Saint-Quentin puis à l'Entente sportive de Wasquehal, alors en Ligue 2.
Son parcours passe ensuite par l'US Créteil, Grenoble Foot 38 et Neuchâtel Xamax (Suisse). Il cumule au total 73 matches de Ligue 2 et y inscrit 13 buts.
À l'intersaison 2005, il résilie son contrat le liant à Neuchâtel Xamax pour s'engager avec le Clermont Foot Auvergne. Fin décembre 2005, il compte sept buts à son actif dont un sur penalty. Il est régulièrement cité comme un des meilleurs joueurs du club par les supporters auvergnats.
Titi Buengo reçoit sa première sélection en équipe d'Angola le 1er mars 2006 lors du match Corée du Sud - Angola. Il participe à la Coupe du monde 2006 en Allemagne avec cette équipe. Dans la foulée, il s'engage en faveur de l'Amiens SC. Même si son compteur-buts augmente moins rapidement, il est un élément clé du club.
Lors de la saison 2007-2008, il explose le record de son compteur-buts en une saison, devenant ainsi le meilleur buteur du club amiénois et le 4e buteur de Ligue 2. Signe de sa bonne saison il se retrouve 3e au classement des étoiles France football.
En fin de contrat à Amiens, il signe pour la saison 2008-2009 un contrat de 2 saisons à Troyes avec comme ambition participer à la montée du club en Ligue 1. Cependant, le club enregistre une saison très décevante, et se voit même relégué en National. Toutefois, il réalise une bonne saison en inscrivant 11 buts en 27 matchs. Il finit meilleur buteur du club.
À la suite de belles performances en début de saison avec ESTAC (4 buts en 10 matchs), en National, il signe le 19 octobre 2009 un contrat jusqu'à la fin de saison avec Châteauroux, où il réalise des débuts tonitruants en inscrivant 4 buts en 3 matchs. À la fin de la saison, il se classe 8e meilleur buteur de ligue 2 en ayant inscrit 13 buts en 27 matchs.
Le 23 juillet 2010, il signe au Tours FC (Ligue 2) pour une durée de deux ans. Il aura ainsi la lourde tâche de remplacer Olivier Giroud, parti à Montpellier (Ligue 1).
Après deux saisons et 49 matchs pour 13 buts, son contrat n'est pas renouvelé au sein du club tourangeau, il est donc laissé libre à la fin de la saison 2011-2012.
Après deux saisons blanches à l'Olympiakos Volos en Grèce puis à Penang FA en Malaisie, il signe une licence amateur à Amiens SC en janvier 2016.

## Statistiques
| Saison      | Club              | Pays         | Championnat         | Coupes nationales | Coupes d’Europe | Sélection Angola |
| ----------- | ----------------- | ------------ | ------------------- | ----------------- | --------------- | ---------------- |
| 2000 - 2001 | Saint-Quentin     | CFA          | 31 matchs / 7 buts  | -                 | -               | -                |
| 2001 - 2002 | ES Wasquehal      | Ligue 2      | 19 matchs / 3 buts  | 1 match           | -               | -                |
| 2002 - 2003 | Créteil-Lusitanos | Ligue 2      | 37 matchs / 8 buts  | 4 matchs / 1 but  | -               | -                |
| 2003 - 2004 | Grenoble Foot 38  | Ligue 2      | 1 match             | -                 | -               | -                |
| 2004 - 2005 | Grenoble Foot 38  | Ligue 2      | 16 matchs / 2 buts  | 3 matchs / 1 but  | -               | -                |
| 2004 - 2005 | Neuchâtel Xamax   | Super League | 12 matchs / 1 but   | -                 | -               | -                |
| 2005 - 2006 | Clermont Foot     | Ligue 2      | 26 matchs / 8 buts  | 2 matchs / 1 but  | -               | 2 matchs         |
| 2006 - 2007 | Amiens SC         | Ligue 2      | 21 matchs / 2 buts  | 3 matchs / 1 but  | -               | 1 match          |
| 2007 - 2008 | Amiens SC         | Ligue 2      | 32 matchs / 14 buts | 8 matchs / 3 buts | -               | -                |
| 2008 - 2009 | ES Troyes AC      | Ligue 2      | 27 matchs / 11 buts | 5 matchs / 3 buts | -               | -                |
| 2009 - 2010 | ES Troyes AC      | National     | 10 matchs / 4 buts  | 3 matchs / 2 buts | -               | -                |
| 2009 - 2010 | LB Châteauroux    | Ligue 2      | 27 matchs / 13 buts | -                 | -               | -                |
| 2010 - 2011 | Tours FC          | Ligue 2      | 27 matchs / 7 buts  | 2 matchs / 1 but  | -               | 2 matchs         |
| 2011 - 2012 | Tours FC          | Ligue 2      | 19 matchs / 5 buts  | 3 matchs          | -               | -                |

Dernière mise à jour le 22 mai 2012